# 单县
单县位于中华人民共和国山东省西南部，是菏泽市所辖的一个县。縣人民政府駐湖西大廈733。
單縣地處華北平原中心地帶，是中國商品糧棉、油料基地、平原綠化標準縣，單縣是中國武術之鄉、中國楹聯之鄉、中國西紅柿之鄉、中國青山羊之鄉、中國長壽之鄉。第二批節水型社會建設達標縣。

## 历史沿革[3]
- 上古时代：单县称单父，相传为舜帝师单卷所居，因以为名。
- 春秋时期：先属宋国，继属鲁国，后又属宋。
- 战国时期：周赧王二十九年（前286年 ），齐灭宋，单父属齐。
- 秦朝：置单父县，属砀郡。
- 西汉：单县分为单父、平乐二县，先后属梁国、山阳国、山阳郡、昌邑国等。宣帝时，单父改县侯国，建昭元年（前38年）平乐县也改为侯国，归属不变。
- 新朝：改单父县为利父县。
- 东汉：单父属济阴郡。撤平乐县，在单县东境设防东县，属山阳郡。
- 三国：今日单县境内有济阴郡的单父县，山阳郡的防东县、昌邑县。三国末年防东废。
- 西晋：同三国时期。
- 南北朝：南朝宋孝建元年（454年）废单父县，于单父故城置北济阴郡和离狐县。北魏袭刘宋建制。北齐天保七年（556年） 撤北济阴郡与离狐县，另置永昌郡于城武，直接统辖单县。
- 隋朝：开皇六年（586年）复置单父县，属济阴郡。开皇十六年（596年）于成武设戴州，单父属之。大業二年（606年）改州为郡，废戴州，单父属济阴郡。
- 唐朝：武德四年（621年）复于成武置戴州，单父属之。貞觀十七年（643年）撤戴州，单父属宋州。光化二年（899年）设辉州于砀山县，单父属之。翌年，辉州迁治单父。
- 五代十国：后唐同光二年（924年），改辉州为单州，领县四，单父为其一。
- 北宋：单州名称和治所不变。
- 金朝：单州名称和治所不变。
- 元朝：单州名称和治所不变。
- 明朝：洪武元年（1368年）撤单父县入单州。翌年七月降单州为单县（单县由此定名），时属济宁府；洪武十八年（1385年）改属兖州府。
- 清朝：雍正十三年（1735年）改属曹州府。
- 中华民国：1913年单县属山东省岱南道，1914年改属济宁道。1925年属曹濮道。1928年废道，直属省。1936年建山东省第二区，单县属之。1938年属第十一区。1939年日本侵略军侵占单县。
- 中华人民共和国：单县为平原省湖西专区专员公署驻地。1952年11月撤平原省，湖西专区属山东省。1953年8月撤湖西专区， 单县改属菏泽专区。1958年撤菏泽专区，单县改属济宁专区。1959年6月恢复菏泽专区，单县复属。2000年6月属菏泽市至今。

## 自然地理
单县位于菏泽地区东南部， 苏鲁豫皖四省结合处，东邻江苏丰县，南、东南接安徽砀山、河南虞城和商丘，西连山东曹县，北靠山东成武、金乡。地处北纬34°34′-34°56′，东经115°48′-116°24′之间。
单县为温带季风大陆性气候，四季分明。
单县地势平坦，为黄河冲积平原。
单县矿产资源有煤炭和铁矿石。张集煤矿可采储量达7810万吨。陈蛮庄煤矿可采储量达5076万吨。 初步勘探的结果显示,龙王庙铁矿石资源量在1亿吨以上,远景资源量可达14亿吨，矿石品位完全达到工业开采标准,具有相当大的经济开采价值。

## 行政区划
单县辖4个街道、16个镇、2个乡：
北城街道、南城街道、园艺街道、东城街道、郭村镇、黄岗镇、终兴镇、高韦庄镇、徐寨镇、蔡堂镇、朱集镇、李新庄镇、浮岗镇、莱河镇、时楼镇、杨楼镇、张集镇、龙王庙镇、谢集镇、李田楼镇、高老家乡和曹庄乡。

## 人口
根據第七次全国人口普查數據，截至2020年11月1日零時，單縣常住人口為1026555人。

## 交通

山东省单县地图

- 105国道过境。

## 历任领导
现任县委书记是穆杰，现任县长张庆国。

### 历届中共单县县委书记（第一书记）[7]
| 届 次                                   | 姓 名  | 籍 贯      | 任职时间        |
| --------------------------------------- | ------ | ---------- | --------------- |
| 中共单县县委（1949.10-1955.5）          | 张启功 | 安徽砀山   | 1949.10-1950.12 |
| 中共单县县委（1949.10-1955.5）          | 左守善 | 单县朱集乡 | 1950.12-1952.4  |
| 中共单县县委（1949.10-1955.5）          | 刘平林 | 四川万县   | 1952.4-1954.7   |
| 中共单县县委（1949.10-1955.5）          | 张海阔 |            | 1954.7(未到职)  |
| 中共单县县委（1949.10-1955.5）          | 丁培明 | 江苏沛县   | 1954.10-1955.5  |
| 中共单县县委（1955.5-1956.5）           | 申云璞 | 山东金乡   | 1955.5-1956.5   |
| 中共单县第一届委员会（1956.5-1960.7）   | 申云璞 | 山东金乡   | 1956.5-1957.9   |
| 中共单县第一届委员会（1956.5-1960.7）   | 陈正立 | 江苏丰县   | 1957.9-1960.5   |
| 中共单县第一届委员会（1956.5-1960.7）   | 杨 袆  | 山东金乡   | 1960.5-1960.7   |
| 中共单县第二届委员会（1960.7-1963.11）  | 杨 袆  | 山东金乡   | 1960.7-1963.5   |
| 中共单县第二届委员会（1960.7-1963.11）  | 张玉颜 | 山东莱西   | 1963.5-1963.11  |
| 中共单县第三届委员会（1963.11-1972.9）  | 张玉颜 | 山东莱西   | 1963.11-1972.9  |
| 中共单县第四届委员会（1972.9-1980.9）   | 张新村 | 山东肥城   | 1972.9-1973.12  |
| 中共单县第四届委员会（1972.9-1980.9）   | 祝清源 | 山东成武   | 1973.12-1975.7  |
| 中共单县第四届委员会（1972.9-1980.9）   | 梁彦贵 | 山东曹县   | 1975.7-1979.9   |
| 中共单县第四届委员会（1972.9-1980.9）   | 盛 钊  | 江苏丰县   | 1979.9-1980.9   |
| 中共单县第五届委员会（1980.9-1984.5）   | 李宝珊 | 河南孟县   | 1980.9-1984.2   |
| 中共单县第五届委员会（1980.9-1984.5）   | 刘广新 | 山东梁山   | 1984.2-1984.5   |
| 中共单县第六届委员会（1984.5-1987.3）   | 刘广新 | 山东梁山   | 1984.5-1987.3   |
| 中共单县第七届委员会（1987.3-1990.2）   | 刘广新 | 山东梁山   | 1987.3-1988.10  |
| 中共单县第七届委员会（1987.3-1990.2）   | 温新月 | 山东东明   | 1988.10-1990.2  |
| 中共单县第八届委员会（1990.2-1995.3）   | 温新月 | 山东东明   | 1990.2-1993.1   |
| 中共单县第八届委员会（1990.2-1995.3）   | 周书运 | 山东曹县   | 1993.1-1995.1   |
| 中共单县第八届委员会（1990.2-1995.3）   | 侯宪秀 | 山东郓城   | 1995.1-1995.3   |
| 中共单县第九届委员会（1995.3-1998.3）   | 侯宪秀 | 山东郓城   | 1995.3-1998.1   |
| 中共单县第九届委员会（1995.3-1998.3）   | 宋绍先 | 山东鄄城   | 1998.1-1998.3   |
| 中共单县第十届委员会（1998.3-2003.2）   | 宋绍先 | 山东鄄城   | 1998.3-2003.2   |
| 中共单县第十一届委员会（2003.3-2008.2） | 宋绍先 | 山东鄄城   | 2003.2-2004.1   |
| 中共单县第十一届委员会（2003.3-2008.2） | 朱培吉 | 山东青岛   | 2004.1-2006.12  |
| 中共单县第十一届委员会（2003.3-2008.2） | 王永江 | 山东曹县   | 2006.12-2008.2  |
| 中共单县第十二届委员会（2008.3-2013.2） | 王永江 | 山东曹县   | 2008.2-2011.12  |
| 中共单县第十二届委员会（2008.3-2013.2） | 王卫东 | 山东曹县   | 2011.12-2013.2  |
| 中共单县第十三届委员会（2013.3-）       | 王卫东 | 山东曹县   | 2013.3-         |

### 中华人民共和国历届单县人民政府县长（革委主任）[8]
从中华人民共和国建政到文化大革命结束，单县历任县长或革委会主任：
| 机关名称       | 姓 名  | 职务 | 籍 贯    | 任职时间        |
| -------------- | ------ | ---- | -------- | --------------- |
| 单县人民政府   | 张德超 | 县长 | 江苏沛县 | 1949.10-1952.10 |
| 单县人民委员会 | 甄兆科 | 县长 | 江苏沛县 | 1952.8-1955.5   |
| 单县人民委员会 | 张增勋 | 县长 | 山东平度 | 1955.8-1958.5   |
| 单县人民委员会 | 郝吾民 | 县长 | 山东微山 | 1958.5-1961.4   |
| 单县人民委员会 | 王运堂 | 县长 | 江苏丰县 | 1961.4-1965.6   |
| 单县人民委员会 | 王振华 | 县长 | 山东巨野 | 1965.6-1967.1   |
| 单县革命委员会 | 尹逊远 | 主任 | 山东梁山 | 1967.3-1968.2   |
| 单县革命委员会 | 潘维范 | 主任 | 山东昌邑 | 1968.2-1970.10  |
| 单县革命委员会 | 郭守章 | 主任 | 河南范县 | 1970.10-1973.7  |
| 单县革命委员会 | 祝清源 | 主任 | 山东成武 | 1973.12-1975.7  |
| 单县革命委员会 | 梁彦贵 | 主任 | 山东曹县 | 1975.7-1979.1   |
| 单县革命委员会 | 谢新治 | 主任 | 山东曹县 | 1979.1-1979.9   |

改革开放以来，单县人民政府历任县长
| 姓 名  | 籍 贯            | 任职时间        |
| ------ | ---------------- | --------------- |
| 张立亭 | 单县大李海乡     | 1981.5-1984.2   |
| 夏树生 | 山东荣成         | 1984.2-1985.11  |
| 王冠举 | 山东鄄城         | 1985.11-1989.12 |
| 周书运 | 山东曹县         | 1989.12-1993.1  |
| 侯宪秀 | 山东郓城         | 1993.1-1995.1   |
| 张存金 | 山东郓城         | 1995.1-1997.5   |
| 宋绍先 | 山东鄄城         | 1997.5-1998.1   |
| 李学军 | 山东定陶         | 1998.1-2001.3   |
| 王永华 | 山东曹县         | 2001.3-2002.12  |
| 赵传山 | 山东菏泽市开发区 | 2002.12-2004.6  |
| 王永江 | 山东曹县         | 2004.6-2006.12  |
| 王忠想 | 山东成武         | 2006.12-2010.12 |
| 穆杰   | 山东菏泽市牡丹区 | 2012.12-        |

## 经济
单县是个传统的农业县，农业以种植业为主。
单县工业落后，著名公司企业很少。较为知名的企业有：单县四君子酒业、康利达医用制品有限公司（主要生产缝合线）。
近年来，单县大力发展新能源产业。国能生物发电集团有限公司投资建设的山东单县生物质发电工程是第一个国家级生物质直燃发电示范项目。 山东舜亦新能源有限公司位于山东省菏泽市单县经济技术开发区，主要生产硅碇、硅棒、硅片、太阳能电池片、太阳能电池组件及相关光伏产品。 单县被评为“全国新能源产业百强县”、“全国绿色能源示范县”。但是，这两家单县新能源明显企业的实际经营状况并不乐观。
随着单县煤田得到国家发改委的核准 ，  单县已把煤化工产业作为未来经济发展的重点。

## 教育
单县有一所高等学校：菏泽家政职业学院，该校的前身是菏泽卫生学校。学院设有护理、助产、康复技术、口腔医学技术、药学、生物制药技术、医学检验技术、家政服务、家政管理、老年服务与管理、酒店管理、汽车应用技术、广告设计与制作等16个专业。
单县师范学校是国家级重点中等职业学校。2011年，经山东省教育厅批准，学校并入菏泽学院，但仍在单县办学，举办高等师范教育初等教育专业和学前教育专业。学校现在的名称是-山东省单县幼儿师范学校。
单县教学品质较高的高中有：单县第一中学、单县第五中学、单县第二中学；各乡镇都有若干小学和初中，满足义务教育需要。
单县职业中专是一所国家级重点职业学校。
单县有一所聋哑学校。

## 医療
单县主要的医院有：山东省单县中心医院、单县东大医院、单县中医院、单县第一人民医院、单县妇幼保健院、单县第二人民医院、单县慢性病医院等。单县各乡镇设有卫生院或医院。
单县实施新型农村合作医疗制度。

## 文化
单县主要文化设施有：单县文化中心、单县图书馆、单县博物馆、单县文化馆。
单县电影公司为自收自支事业单位。单县演出团体有单县曲艺团、单县豫剧团。
单县曾是著名的“牌坊县”，列入《单县志》的有三十余座，大部分都毁于文化大革命，仅余百狮坊和百寿坊。
单县被中国楹联协会命名为“中国楹联之乡”。

## 重要事件

### 单县大刀会之乱
单县大刀会成立于1894年，本是白莲教支派八卦教的一支。主要领导人是单县人刘士端。大刀会起事之后，很快发展到十余万众，以“灭洋人，杀赃官”为口号，毁掉单县及附近各县很多教堂，杀害外国神甫和中国教民。著名的巨野教案即大刀会所为。1896年7月，大刀会逐渐被镇压下去。余部转入地下，或出走他乡，后来加入义和团。 

### 湖西“肃托”事件
“肃托”就是“肃清托洛茨基匪帮”。1938年，中共将“肃托”与反汉奸相提并论，中共各根据地多有发生残酷的肃托事件。1939年8月至11月间，中共湖西边区开展肃托斗争，大批党政军干部被捕、被杀，甚至被施加骇人听闻的刑讯，严重损害了湖西抗日根据地的发展。同年十一月间，罗荣桓、郭洪涛等中共高级领导赶到湖西，采取紧急措施，制止了这一事件。

### 小学生碘中毒事件
1998年3 月25 日开始，山东单县单城镇一完小的大批小学生因出现肚子疼、恶心、头痛、发热、胸口发闷等症状，而住进医院。起因为：服用了单县防疫站副站长宋新华发放的碘钙营养片造成中毒。

### 新农村建设强拆村民房屋
单县推进新农村建设，强拆村民房屋，引起村民上访。单县政府部门残酷对待上访者。中央电视台焦点访谈节目予以曝光。

### 湖西公园爆炸案
2015年7月20日在单县湖西公园西门附近发生爆炸案，嫌疑人解兴堂在该处引爆自制爆炸物，造成包括其本人在内的3人死亡，24人受伤。

## 旅游
单县现在有百狮坊、百寿坊、湖西革命烈士陵园、黄河故道、浮龙湖景区等景点。

## 地方名吃
- 羊肉汤
- 吊炉烧饼
- 蜜三刀
- 馓子